# Cratere Gborogboro
Gborogboro è un cratere sulla superficie di Rea.